# باشگاه فوتبال وینگیت و فینشلی
باشگاه فوتبال وینگیت و فینشلی (به انگلیسی: Wingate & Finchley Football Club) یک باشگاه فوتبال در شهر وینشلی، کشور انگلستان است که در سال ۱۹۹۱ میلادی تأسیس شده‌است.